# Barry O’Connor
Barry O’Connor (* 31. Januar 1954 in London) ist ein ehemaliger englischer Squashspieler.

## Karriere
Barry O’Connor war in den 1970er- und 1980er-Jahren als Squashspieler aktiv. Mit der englischen Nationalmannschaft nahm er an zwei Europameisterschaften teil. Er gewann mit ihr 1977 den Titel, drei Jahre später unterlag die Mannschaft mit O’Connor im Finale den Schweden. 1977 gehörte er außerdem zum britischen Kader bei der Weltmeisterschaft und wurde mit dieser Vierter. Im Einzel stand er 1976 im Hauptfeld der Weltmeisterschaft, in dem er in der ersten Runde gegen Rahim Gul ausschied.

## Erfolge
- Europameister mit der Mannschaft: 1977